# Miroslava Černá
Miroslava Černá es una deportista checa que compitió en tiro con arco adaptado. Ganó una medalla de bronce en los Juegos Paralímpicos de Pekín 2008 en la prueba de recurvo por equipos (clase abierta).

## Palmarés internacional
| Juegos Paralímpicos | Juegos Paralímpicos | Juegos Paralímpicos | Juegos Paralímpicos               |
| Año                 | Lugar               | Medalla             | Prueba                            |
| ------------------- | ------------------- | ------------------- | --------------------------------- |
| 2008                | Pekín (China)       | Medalla de bronce   | Recurvo por equipos clase abierta |